# Rubén Alcaraz
Rubén Alcaraz Jiménez (ur. 1 maja 1991 w Barcelonie) – hiszpański piłkarz występujący na pozycji pomocnika w hiszpańskim klubie Cádiz CF.